# Mary Landrieu

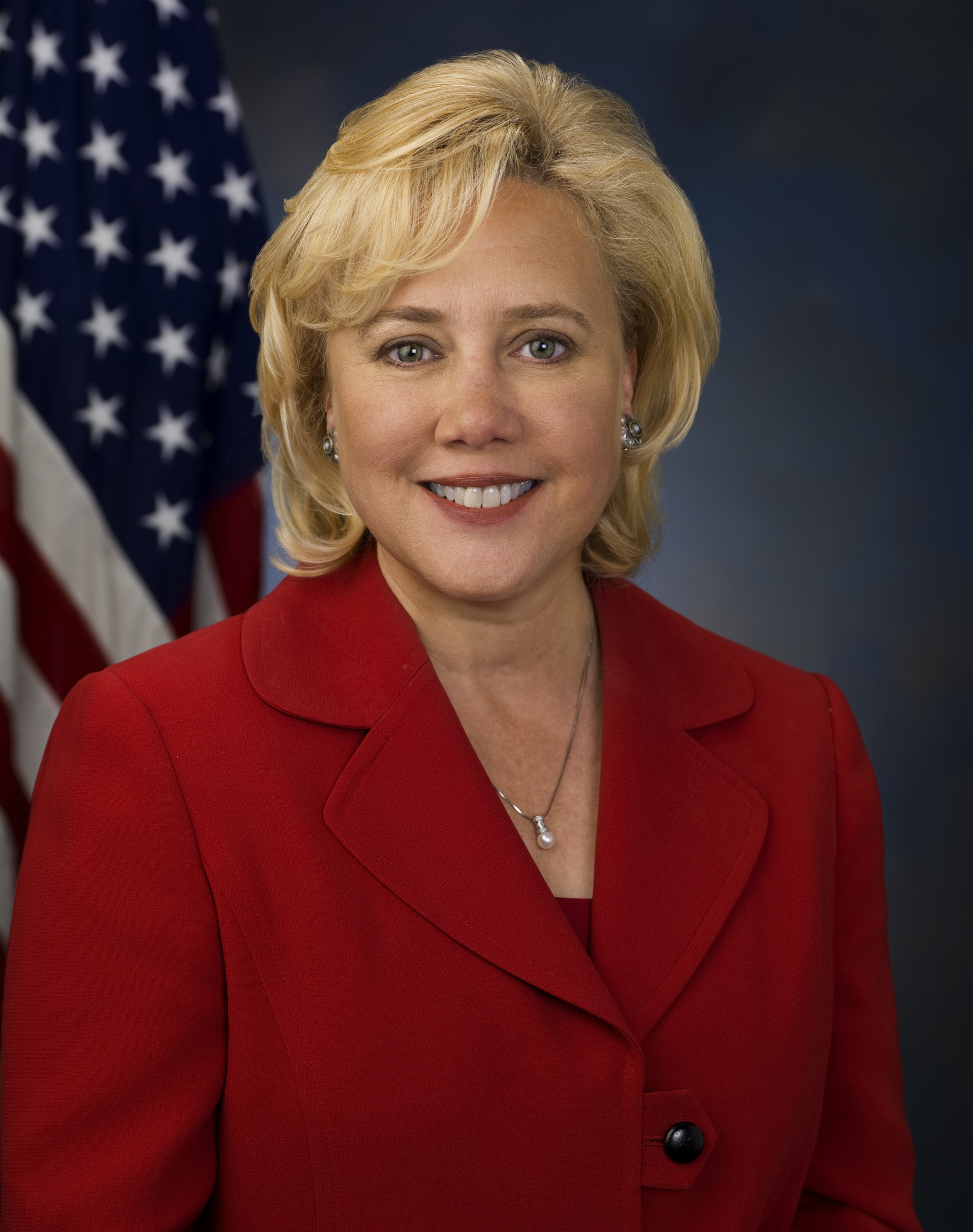
Mary Landrieu (2009)

Mary Loretta Landrieu (* 23. November 1955 in Arlington, Virginia) ist eine US-amerikanische Politikerin (Demokratische Partei). Von 1997 bis 2015 gehörte sie für den Staat Louisiana dem US-Senat an. Im November 2014 unterlag sie beim Versuch einer dritten Wiederwahl und schied deshalb zum 3. Januar 2015 aus dem Senat aus.

## Familie, Ausbildung und Beruf
Mary Landrieu wuchs in einer bekannten Politikerfamilie auf. Sie ist das älteste von neun Kindern des ehemaligen US-Bauministers und Bürgermeisters von New Orleans, Moon Landrieu, und seiner Frau Verna. Einer ihrer Brüder, Mitch, war zwischen 2010 und 2018 ebenfalls Bürgermeister von New Orleans und zuvor Vizegouverneur von Louisiana. Mary Landrieu wuchs in New Orleans auf und studierte an der Louisiana State University in Baton Rouge (Abschluss Bachelor of Arts 1977). Sie arbeitete als Maklerin in der Immobilienbranche.
Landrieu, die der römisch-katholischen Kirche angehört, ist mit dem Anwalt Frank Snellings verheiratet. Das Ehepaar hat zwei adoptierte Kinder.

## Politische Laufbahn
Landrieu gehörte nach ihrer Wahl 1979 von 1980 bis 1988 als Vertreterin des 90. Wahlbezirks für New Orleans dem Repräsentantenhaus von Louisiana an. Von 1988 bis 1996 war sie Finanzministerin (state treasurer) Louisianas. Bei der Wahl 1995 kandidierte sie erfolglos für das Gouverneursamt von Louisiana.
Bei der Wahl 1996 wurde sie erstmals in den US-Senat gewählt. Ihr Vorsprung war mit 5.788 von insgesamt 1,8 Millionen abgegebenen Stimmen äußerst gering, was zu einer erfolglosen Anfechtung des Ergebnisses durch ihren republikanischen Kontrahenten Woody Jenkins führte. Das Senate Rules Committee führte eine Untersuchung über mögliche Unregelmäßigkeiten durch, die am 1. Oktober 1998 einstimmig eingestellt wurde. 2002 und 2008 wurde sie wiedergewählt. 2002 gelang es ihr bei einer knappen Wahlentscheidung in der Stichwahl gegen die Republikanerin Suzanne Haik Terrell, gesellschaftspolitische Themen durch ihre Inszenierung als Fürsprecherin kleiner Leute gegen Großunternehmen zu überlagern, indem sie Position gegen bundespolitische Pläne bezog, die Zuckerbauern im südlichen Louisiana hätte schaden können. Von 2014 bis zu ihrem Ausscheiden aus dem Senat war sie dort Vorsitzende des Energieausschusses. Sie initiierte den Gulf of Mexico Energy Security Act, die größte Einmalinvestition in Umweltschutz für die Golfküste.
Bei der Stichwahl am 6. Dezember 2014 verlor sie mit 44,1 % der gültigen Stimmen gegen ihren republikanischen Herausforderer Bill Cassidy, einen Arzt und Abgeordneten des US-Repräsentantenhauses, der mit 55,9 % der Stimmen gewann. Während Landrieu über 90 Prozent der Stimmen der Afroamerikaner erhielt, erreichte Cassidy über 80 Prozent der Stimmen der Weißen des Bundesstaates. Nachdem ihr Vorhaben, den Kongress für eine Unterstützung des Pipeline-Neubaus Keystone XL zu versammeln, gescheitert war, wurde ihre Kampagne vor der Stichwahl mit Bundesmitteln der republikanischen Partei deutlich übertrumpft, während die Bundes-Demokraten – da der Verlust ihrer Senatsmehrheit bereits feststand – sich aus dem Wahlkampf zurückzogen. Mit dieser Wahl gelang es den Republikanern, ihre gerade erworbene Mehrheit auf 54 Sitze auszubauen und ihre Dominanz bei den Senatssitzen der lange Zeit von den Demokraten beherrschten Südstaaten (Solid South) auszubauen. Mit Landrieus Niederlage eroberten die Republikaner erstmals nach 132 Jahren wieder diesen Senatssitz.

## Nach der Politik
Nach ihrem Ausscheiden aus dem Senat berät Landrieu seit 2015 in Bildungsfragen die Walton Family Foundation, die der Walmart-Gründer Sam Walton ins Leben gerufen hatte. Außerdem arbeitet sie als Lobbyistin in Energie- und Umweltfragen für die fünfzig Jahre alte Firma Van Ness Feldman. Auch wenn Landrieu 2015 eine Rückkehr in die Politik nicht ausschloss, sahen es Experten als unwahrscheinlich an, dass sie sich nochmals auf der Ebene ihres Bundesstaats antritt, da die Entwicklung der dortigen politischen Landschaft nach rechts Demokraten wenig Chancen lässt. 2019 lehnte sie eine nochmalige politische Kandidatur ab. Als Lobbyistin unter anderem für die Coastal Protection and Restoration Authority of Louisiana arbeitet sie daran, Politiker in Washington zur überparteilichen Zusammenarbeit zusammenzubringen. Sie brachte sich punktuell in die Politik ein, unter anderem indem sie 2018 Wahlkampf für die demokratische Senatorin in North Dakota, Heidi Heitkamp, machte und Ende 2018 einen überparteilichen offenen Brief früherer Senatoren unterschrieb, der aus Anlass der im politischen Prozess angegriffenen Sonderermittlung Robert Muellers Sorge über die Entwicklung der Rechtsstaatlichkeit in den USA äußerte.

## Positionen
Landrieu gilt – wie schon ihre Senatsvorgänger aus Louisiana, John Breaux und Bennett Johnston – als eine der konservativeren Politikerinnen der Demokratischen Partei und bezeichnet sich selbst als „moderat“ bzw. als „New Democrat“, die sich für Steuersenkungen und Bürokratieabbau einsetzt. Neben ihrer Arbeit in Energie- und Umweltbelangen setzte sich Landrieu für Frauen- und Familienthemen, insbesondere Adoptionen, ein, und engagierte sich in der Bildungspolitik. Auch außenpolitisch zeigte sich Landrieu häufig konservativ.